# ビューティーラボラトリー
ビューティーラボラトリー (BEAUTY LABORATORY) は、大阪府大阪市西区に本社を置く脱毛・エステティックサロンである。現在、梅田店・神戸店・心斎橋店の3店舗で展開している。

## 沿革
- 2004年（平成16年）2月 - ビューティーラボラトリー梅田店開店。
- 2004年（平成16年）9月 - ビューティーラボラトリー神戸店開店。
- 2006年（平成18年）2月 - ビューティーラボラトリー心斎橋店開店。

## その他
- 脱毛方法は光脱毛であり、起用している最新技術の光速パワーライト脱毛は、ヨーロッパの医療チームが開発した優れた脱毛マシン。